# 約察

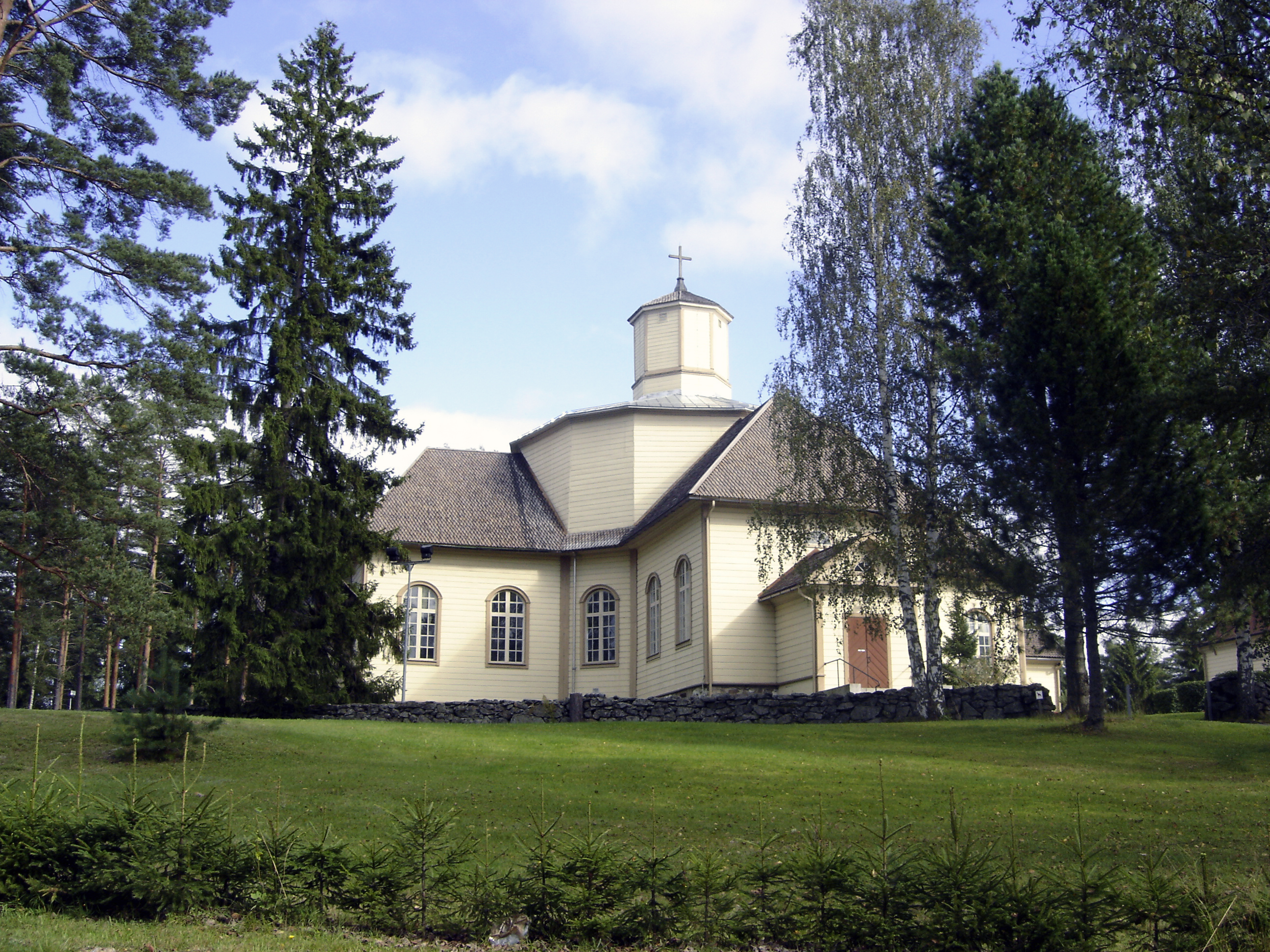

約察（芬蘭語：Joutsa）是芬蘭的城鎮，位於該國南部，由中芬蘭區負責管轄，距離于韋斯屈萊70公里，面積1,066平方公里，2013年人口4,909，人口密度為每平方公里5.66人。

## 外部連結
- Municipality of Joutsa （页面存档备份，存于） – Official website